# Joseph Hutchinson
Joseph Burtt Hutchinson FRS (21 de março de 1902 — 16 de janeiro de 1988) foi um biólogo britânico.
Foi eleito fellow da Royal Society em março de 1951 e recebeu a Medalha Real em 1967, "em reconhecimento de seu trabalho de destaque sobre genética e evolução de cultura de plantas com particular referência ao algodão."
Sua candidatura a FRS expressa: "Suas contribuições são destaque entre os avanços que culminaram em uma melhor classificação simplificada do gênero Gossypium sobre uma base genética e uma teoria admiravelmente desenvolvida sobre a evolução das espécies. Seu trabalho é centrado na tradição britânica que, por inspiração teórica notável, combinada com habilidade técnica, colocou o algodão entyre os mais bem estudada lavoura cultivada do mundo. Por seu trabalho genético, junto ao excepcionalmente amplo estudo das variedades de culturas (especialmente o algodão) nas Índias Ocidentais, Índia e África, e das bases científicas da arte do melhoramento prático de plantas."
Recebeu o título de sir em 1956.